# 極真会館松井派
極真会館 松井派（きょくしんかいかん まついは、Kyokushin Matsui Group）は、分裂した極真カラテ諸派の一つ。団体名称は一般財団法人国際空手道連盟極真会館（こくさいからてどうれんめいきょくしんかいかん）。館長は松井章圭。

## 歴史
極真空手の創始者・大山倍達亡き後、開催している大会については、大会名称、開催回数、入賞者も国際空手道連盟 極真会館の記録を引き継いでいる。松井章圭は正統な極真会館を引き継いでいる根拠として、「団体名称を一字一句変えずに活動している事、東京・池袋に総本部を置いている事、そして恒例行事等を積み重ねて継続している」と主張している。
2015年4月、これまで交流がなかった全日本空手道連盟と、空手のオリンピック種目入りを目指し、友好団体を結成する旨が発表された。同年9月25日、空手の社会的地位向上とオリンピック種目化に向けてと題し、フルコンタクト空手6団体と友好団体となる。
2016年4月、同年6月に開催される全日本ウェイト制大会から組手ルールを大幅に改定することを発表した。同年5月21日、昨年より友好団体となった全日本空手道連盟から講師を招聘し、講習会が本部直轄代官山道場にて実施される。
2017年4月、2015年に友好団体化が実現した全日本空手道連盟の強化選手選考会に当会館所属（当時）の高橋佑汰と上田幹雄が初めて出場した。今後は2020年東京オリンピック出場を目指すべく、オブザーバーとして全空連の強化合宿に参加することが決まった。
2018年6月、全空連の空手競技に近いルール（IKO（国際空手道連盟）セミコンタクトルール）での大会を大阪府立体育会館にて開催。

## 団体役員
- 代表者/館長・松井章圭
- 最高顧問/国際委員会委員長・郷田勇三
- 国際委員会委員・磯部清次
- 国際委員会委員・五来克仁
- 国際委員会委員・ケニー・ウーテンボガード

## 友好団体
- 新日本空手道連盟 正道会館
- 国際大山空手道連盟
- IBMA極真会館
- 全日本武道空手道連盟総本部 拳眞塾
- 日本空手道 葉隠塾
- 空手道 脩己會

## 開催大会
I.K.O.フルコンタクトルール
- 全日本空手道選手権大会
- 全日本ウェイト制空手道選手権大会
- 全世界空手道選手権大会
- 全世界ウェイト制空手道選手権大会

| 回 | 年     | 軽量級                 | 中量級                   | 軽重量級               | 重量級                       |
| -- | ------ | ---------------------- | ------------------------ | ---------------------- | ---------------------------- |
| 1  | 1997年 | ピーター・サヴィッキー | 木山仁                   | 高久昌義               | フランシスコ・フィリォ       |
| 2  | 2001年 | 田ヶ原正文             | エミル・コストフ         | 木山仁                 | 数見肇                       |
| 3  | 2005年 | ルシアン・ゴゴネル     | アンドリュース・ナカハラ | 田中健太郎             | エヴェルトン・テイシェイラ   |
| 4  | 2009年 | 鈴木雄三               | 森善十朗                 | 田中健太郎             | ミハイル・コズロフ           |
| 5  | 2013年 | 小沼隆一               | 森善十朗                 | アレハンドロ・ナヴァロ | 荒田昇毅                     |
| 6  | 2017年 | 与座優貴               | 大澤佳心                 | アンドレイ・ルジン     | 鎌田翔平                     |
| 7  | 2025年 | 小林健人               | 大秦稜司                 | ラシャド・グセイノフ   | コンスタンティン・コバレンコ |

- 国際親善空手道選手権大会
- 極真祭

I.K.O.セミコンタクトルール
- 全国交流大会

| 回 | 年     | 軽量級（-70kg） | 中量級（-80kg） | 重量級（+80kg）              |
| -- | ------ | --------------- | --------------- | ---------------------------- |
| 1  | 2018年 | 奥寺勇輝        | 中島千博        | マリオス・ステファノウ       |
| 2  | 2019年 | 因徹也          | 兼久啓太朗      | コンスタンティン・コバレンコ |
| 3  | 2021年 | 助田空          | 兼久啓太朗      | 井上絵夢                     |

## 主な選手（男子・女子）一覧
- 荒田昇毅 - 千葉中央支部
- 西村界人 - 東京城北支部
- 清水祐貴 - 東京城北支部
- 加賀健弘 - 東京城西支部
- 山川竜馬 - 東京城北支部
- 佐藤七海 - 東京城西国分寺支部
- 鵜沢菜南 - 千葉下総支部
- 遠藤ひとみ - 神奈川横浜北支部
- 山﨑乙乃 - 東京城西世田谷東支部
- 本村愛花 - 東京城東支部